# 庫斯塔奈州
庫斯塔奈州（羅馬化：Qostanai oblysy）是哈薩克斯坦的一個州份，北鄰俄羅斯，北部為托博爾河流域，南為圖爾蓋河上游。面積196,000平方公里。人口849,200（2007年資料）。首府庫斯塔奈。

## 外部連結
- 官方網站 （页面存档备份，存于）